# Ammodramus maritimus mirabilis
Sẻ Cape Sable (Danh pháp khoa học: Ammodramus maritimus mirabilis) là một phân loài của loài sẻ Ammodramus maritimus, chúng là phân loài đặc hữu ở miền nam Florida. Các quần thể lớn nhất được tìm thấy ở Taylor Slough ở Công viên quốc gia Everglades và Đầm lầy Cypress Lớn. Những trảng cỏ ở đây được cho là nền tảng nuôi cấy ưa thích của phân loài chim này (CSSS). Phân loài này được coi là nguy cấp vì môi trường sống bị mất đi do thay đổi về hệ thực vật, cháy rừng, sự phát triển, thay đổi dòng nước và bão tố.

## Tổng quan
Những con chim sẻ ở Cape Sable dài khoảng 13 cm (5 inch). Mặt sau lưng của chúng là một màu tối màu xám-ô liu, đuôi và đôi cánh có màu nâu đỏ. Những con chim trưởng thành có màu xám nhạt trên bụng đến gần như trắng với vệt sẫm màu xám nhạt trên ngực và hai bên. Những con chim sẻ ở Cape Sable sống trên những con suối của Everglades và Big Cypress Swamp. Những đồng cỏ ở đây là những cánh đồng cỏ thường xuyên bị cháy gây hạn chế sự phát triển của cây khô, và thường bị ngập lụt sau những cơn mưa lớn. Mưa ướt được ngập từ hai đến năm tháng mỗi năm.
Môi trường sống cụ thể của chim sẻ trên thảo nguyên với thức ăn là các loại cỏ Muhlenbergia filipes, cưa ngắn (Cladium jamaicense), cỏ dại cao gai, và cỏ dại thấp thưa thớt. Vào tháng 8 năm 2013, nhà khoa học Stuart Pimm và Trung tâm Đa dạng sinh học của Đại học Duke đã công bố việc đệ trình đơn kiện chống lại Quân đội Hoa Kỳ và Dịch vụ Cá và Động vật Hoang dã Hoa Kỳ. Vấn đề là việc tiếp tục xả nước nước làm tràn ngập môi trường sống của chim sẻ Cape Sable. Vụ kiện cáo buộc hành vi vi phạm Đạo luật Các loài nguy cấp (Endangered Species Act).